# Escut de Tremp
El nou municipi de Tremp, al Pallars Jussà, té des del 1989 aquest escut heràldic municipal, que substitueix tant el de l'antic municipi de Tremp com els dels sis altres antics ajuntaments afegits a Tremp entre 1970 i 1973.

## Blasonament
El blasonament de l'escut oficial de Tremp és el següent: 
Escut caironat: d'atzur, la Mare de Déu de Valldeflors d'or acompanyada de dues flors de lis d'argent. Per timbre, una corona mural de ciutat.

## Interpretació
La ciutat es va desenvolupar entorn de la col·legiata de Santa Maria, que data del segle ix. A l'escut tradicionalment s'hi representa la imatge de la patrona, Santa Maria de Valldeflors, coronada i aguantant l'infant Jesús i un ram de lliris (senyal parlant que fa al·lusió al nom de Valldeflors); i dues flors de lis, un altre símbol de la Mare de Déu.

## Història

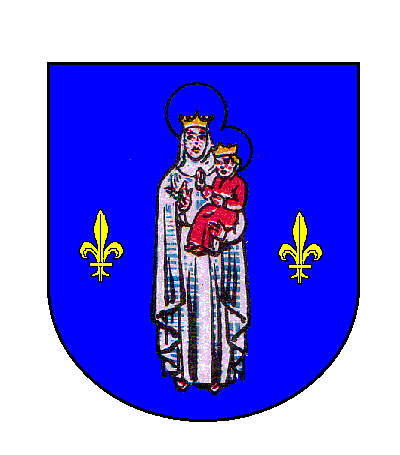
Antic escut de Tremp

L'escut oficial actual fou aprovat el 24 d'abril del 1989 i publicat al DOGC el 8 de maig del mateix any amb el número 1140. Substituí en aquell moment l'escut antic (segons Bassa i Armengol: d'atzur, la Mare de Déu de Valldeflors amb l'Infant, coronats i nimbats, dels seus colors), que fou adoptat entre 1969 i 1989 com a escut del terme sencer de Tremp, a causa de les successives ampliacions que va anar experimentant el menut terme municipal inicial de la capital del Pallars Jussà al llarg de la segona meitat del segle xx.
Amb aquestes ampliacions del terme municipal, anaren perdent vigència els escuts antics dels municipis absorbits: Espluga de Serra, Fígols de Tremp, Gurp de la Conca, Palau de Noguera, Sapeira, Suterranya i Vilamitjana (aquests tres darrers no tenien un escut definit i usaven el senyal dels quatre pals amb el nom del municipi com a distintiu).

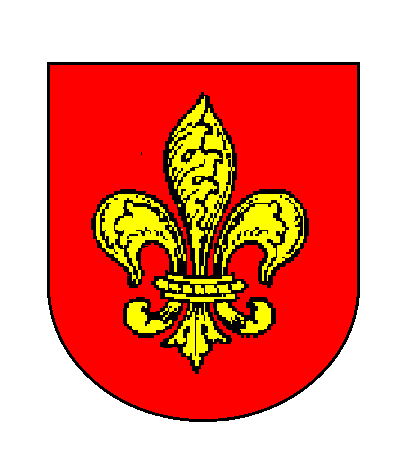
Escut antic d'Espluga de Serra, en desús des del 1970
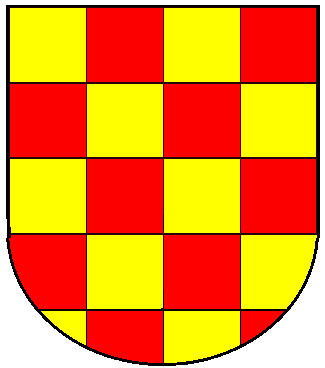
Escut antic de Fígols de Tremp, en desús des del 1970
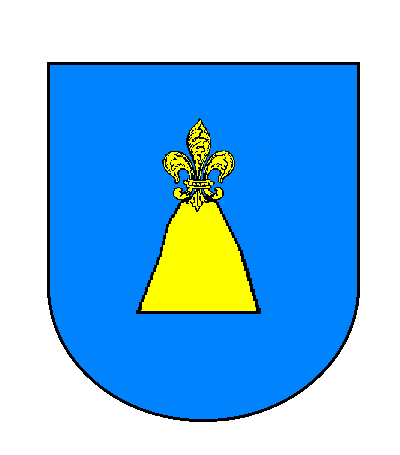
Escut antic de Gurp de la Conca, en desús des del 1970
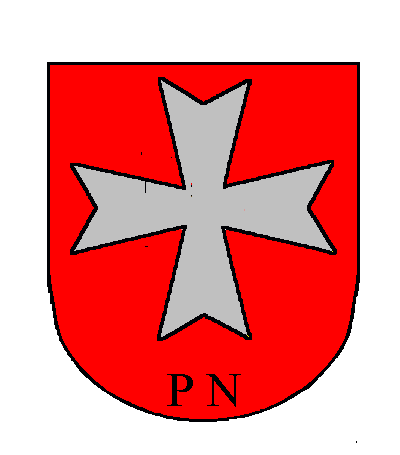
Escut antic de Palau de Noguera, en desús des del 1972